# Фильченков, Николай Дмитриевич
Никола́й Дми́триевич Фильченков (1907—1941) — участник Великой Отечественной войны, начальник клуба 18-го отдельного батальона морской пехоты Береговой обороны Черноморского флота, политрук. Герой Советского Союза.

## Биография
Родился 2 апреля 1907 года в селе Курилово ныне Дальнеконстантиновского района Нижегородской области в семье рабочего. Русский.
С восьми лет батрачил у кулаков. В одиннадцать лет остался сиротой. Работал плотником, грузчиком. Переехав в Нижний Новгород, устраивается маслёнщиком на мельницу. Окончил вечерний коммунистический вуз. Работал председателем культполитсовета артели.
Член ВКП(б) с 1930 года. В Военно-Морском Флоте в 1929—1934 годах и с июня 1941 года. После окончания морской школы в Кронштадте служил в Севастополе на подводной лодке «Металлист», затем был переведён на Тихоокеанский флот. Окончил военно-политические курсы. Участник Великой Отечественной войны с июня 1941 года.
По официальной советской версии начальник клуба 18-го отдельного батальона морской пехоты политрук Николай Фильченков во главе группы из пяти моряков 7 ноября 1941 года в районе села Дуванкой (ныне село Верхнесадовое администрации города Севастополя) отражал атаки противника, пытавшегося пробиться к городу Севастополю. Группа вступила в единоборство с 22 фашистскими танками и 10 из них уничтожила, враг был остановлен. В критический момент боя политрук Фильченков с последними гранатами бросился под вражеский танк.
Похоронен в братской могиле на кладбище посёлка Дергачи в Севастополе.

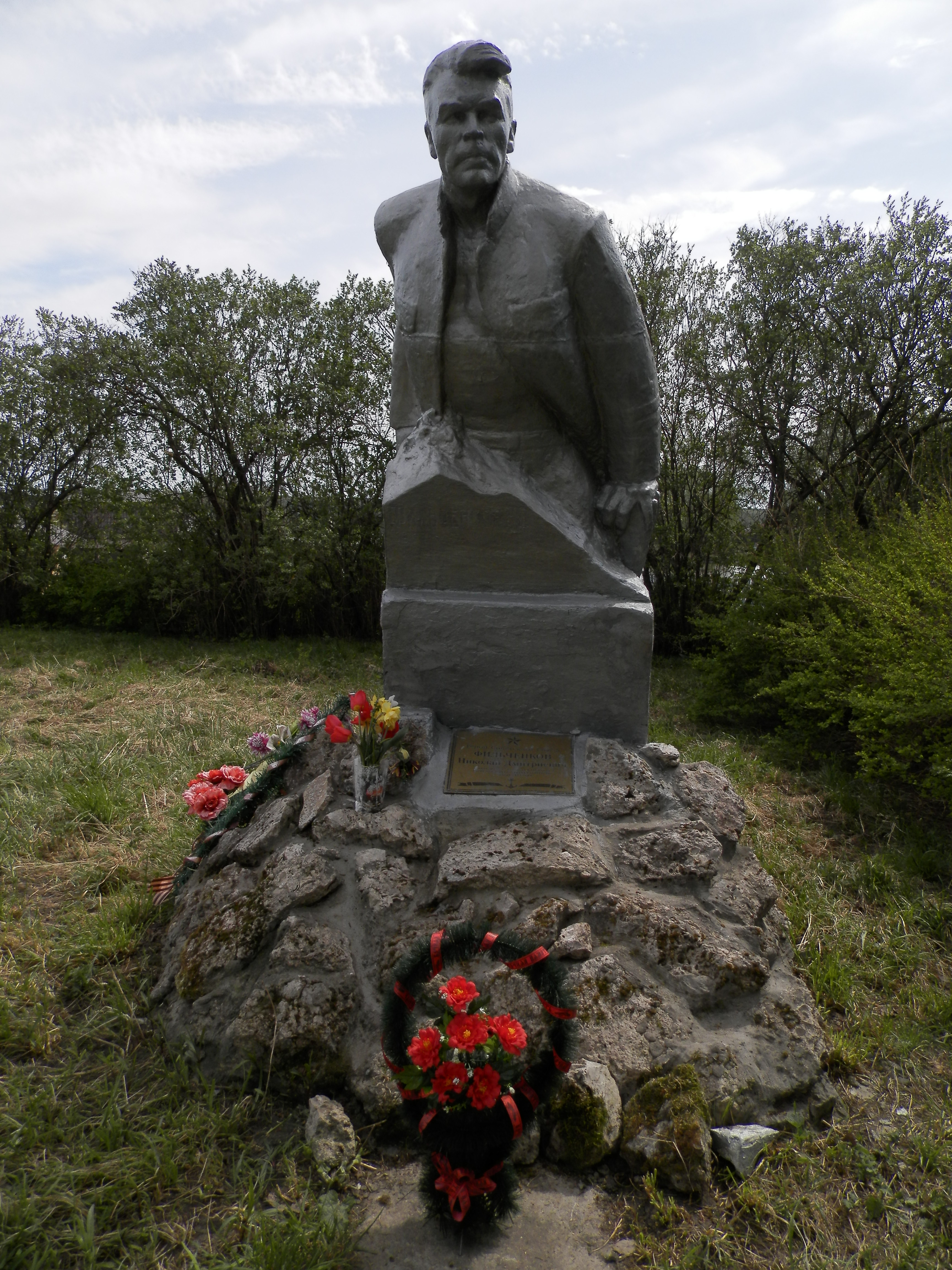
Бюст Н. Д. Фильченкова в селе Курилово

## Память

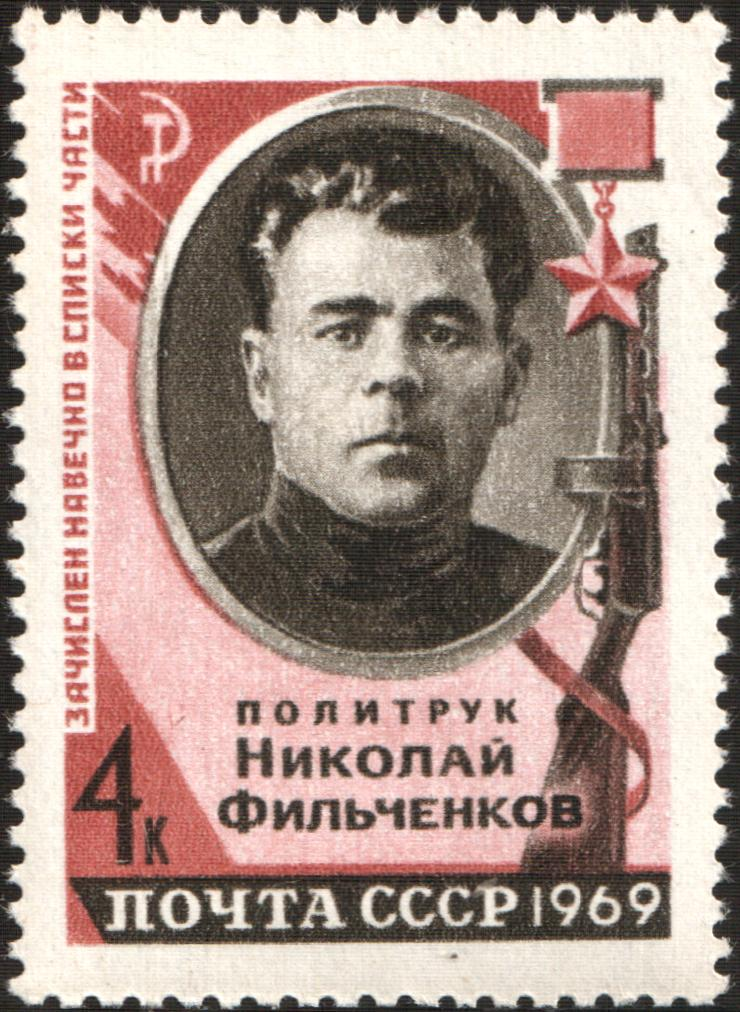
Почтовая марка СССР

- На месте подвига сооружён памятник.
- Имя Героя носят улицы в городе-герое Севастополе, Нижнем Новгороде и Дальнем Константинове, а также речное и рыболовецкое суда.
- На родине Героя в центре села Курилова установлен бюст.
- Фильченков навечно зачислен в списки воинской части[1].
- Имя Героя выбито: на Доске памяти в Музее Черноморского флота в Севастополе, а также на памятнике защитникам Севастополя 1941—1942 годов.
- В 1969 году была выпущена почтовая марка, посвящённая Н. Д. Фильченкову.
- В 1942 году Андрей Платонов написал о подвиге моряков рассказ «Одухотворённые люди».
- Его имя носит большой десантный корабль (БДК) «Николай Фильченков» Черноморского флота ВМФ России[2] и грузовой теплоход Волжского пароходства «Николай Фильченков»[3].
- Установлен памятник в Ульяновске[4].

## Награды
- Указом Президиума Верховного Совета СССР от 23 октября 1942 года за образцовое выполнение боевых заданий командования на фронте борьбы с немецко-фашистским захватчиками и проявленные при этом мужество и героизм политруку Фильченкову Николаю Дмитриевичу посмертно присвоено звание Героя Советского Союза.
- Награждён орденом Ленина, орденом Отечественной войны 1-й степени.

## Критика
Детальный анализ немецких документов в последних исторических работах показывает на полное отсутствие средних танков и танковых частей с составе наступающей 11-й армии Э. Манштейна, у которой имелась только самоходная артиллерия в составе 190-го и 197-го дивизионов штурмовых орудий (последний прибыл в Крым к концу декабря уже после событий) и легкая разведывательная бронетехника, такая как румынская пулемётная танкетка R-1. На этом основании конкретные обстоятельства подвига группы Н. Фильченкова подвергаются серьёзным сомнениям. Основная советская версия подвига основана на статье старшего политрука заведующего отделом агитации и пропаганды газеты «Красный Черноморец» Меера Наумовича Когута, которая была написана через 7 месяцев после событий. Она не основана на официальных донесениях разведгруппы и вообще нет ссылок на конкретных выживших участников боя.
Вот как описан М. Когутом источник статьи:

Об этом беспримерном подвиге пяти черноморцев защитники Севастополя передавали из уст в уста. Но никто не знал имен бойцов, которые в тяжелые для города дни своей грудью преградили фашистским танкам путь к Севастополю. На днях нам пришлось встретиться с одним моряком, который и рассказал всю историю этого подвига.
В статье не только подробно расписаны действия каждого участника боя, но и приводятся фантастические подробности наподобие атаки советских позиций под прикрытием отары овец, уничтожения экипажей танков из стрелкового оружия через смотровые щели. В середине статьи безымянные герои внезапно получают конкретные фамилии и звания. Сам М. Н. Коган в после взятия Севастополя в 1942 году попал в плен и погиб, поэтому его источники невозможно проверить. При этом выживший матрос морской пехоты Г. Е. Замиховский в декабрьских боях за Севастополь награждённый медаль «За отвагу», в своих воспоминаниях даёт другую картину происшедшего:

А вот «знаменитого» подвига группы политрука Фильченкова я не помню! Вы уж меня простите, но я был под Дуванкой 7-го ноября, и наша рота стояла сразу позади 18-го батальона морской пехоты под командованием Черноусова. Не было там немецких танков! Танки шли на позиции сводного батальона курсантов училища береговой обороны имени Ленинского комсомола. Батальон занимал позиции возле Бахчисарая. Найдите в России двух бывших курсантов Ройтбурга и Исраилевича. Они ещё живы. Пусть вам расскажут, как 1200 моряков этого батальона с учебными винтовками геройски закрыли грудью Севастополь, и почти все там сложили свои головы.
В 1943 году Исторический отдел Главного морского штаба ВМФ издал работу капитана 2-го ранга П. Иванова «Краткий обзор боевых действий за период с 29 октября по 31 декабря 1941 г.» . В данном издании указано, что датой совершения подвига пяти краснофлотцев, преградившим путь немецким танкам является не 7 ноября, а 22 декабря 1941 года.
Из фактов сейчас установлено выдвижение группы Фильченкова навстречу передовым разведотрядам группы Циглера, в составе которых могла быть легкая бронетехника, и возможно, самоходные орудия Stug III из 190-й дивизиона штурмовых орудий. Группа приняла бой с неизвестными результатами и погибла в полном составе, что никак не умаляет подвиг её бойцов.